# Gemeinde Cerklje na Gorenjskem

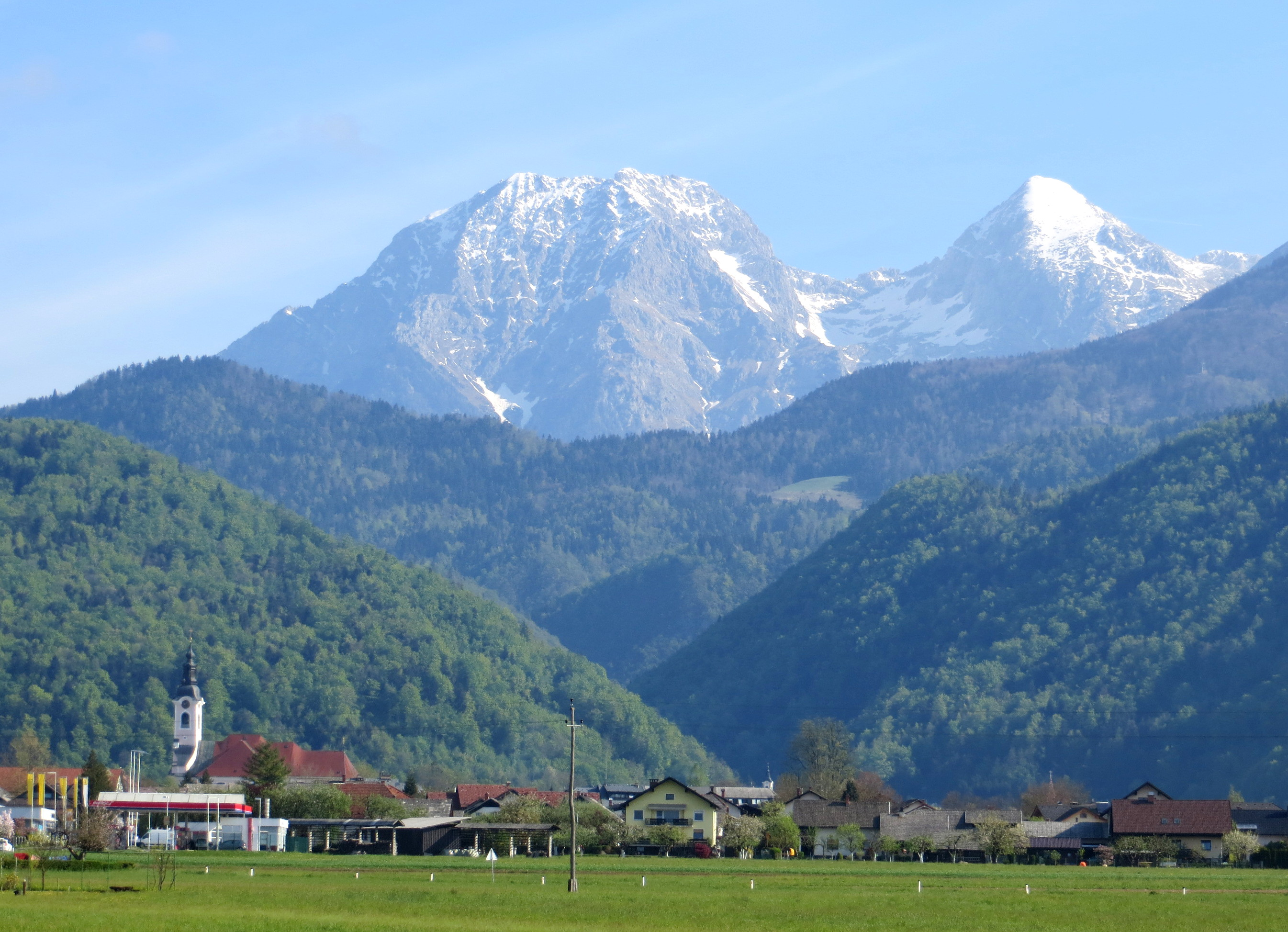
Cerklje na Gorenjskem

Die Gemeinde Cerklje na Gorenjskem (slowenisch: Občina Cerklje na Gorenjskem) ist eine Gemeinde in der Region Gorenjska in Slowenien. Hauptort der aus 30 Ortschaften und Siedlungen bestehenden Gemeinde ist die Ortschaft Cerklje na Gorenjskem.

## Lage
Die Gemeinde liegt im Übergang des Kranjsko polje zum Bergland der Kamniške Alpe und dem Hügelland Tunjice im Osten.
Der Flughafen Ljubljana liegt auf dem Gemeindegebiet südwestlich der Ortschaften Spodnji Brnik und Zgornji Brnik.

## Ortschaften und Siedlungen der Gemeinde
- Adergas, (deutsch „Michaelstätten“)
- Ambrož pod Krvavcem, (dt.: „Ambrosiberg“)
- Apno, (dt.: „Kalk“)
- Cerkljanska Dobrava, (dt.: „Dobrawa bei Zirklach“)
- Cerklje na Gorenjskem, (dt.: „Zirklach in der Oberkrain“)
- Dvorje, (dt.: „Hofern bei Zirklach“)
- Češnjevek, (dt.: „Kerstätten“)
- Glinje, (dt.: „Glinnach in der Oberkrain“)
- Grad, (dt.: „Egg bei Zirklach“)
- Lahovče, (dt.: „Lachowitz“)
- Poženik, (dt.: „Wallenburg“)
- Praprotna Polica, (dt.: „Oberfeld bei Zirklach“)
- Pšata, (dt.: „Begscheid“)
- Pšenična Polica, (dt.: „Niederfeld in der Oberkrain“)
- Ravne, (dt.: „Raunach“)
- Sidraž, (dt.: „Sidrasch“)
- Spodnji Brnik, (dt.: „Nieder Fernig“)
- Stiška vas, (dt.: „Sittichsdorf“)
- Sveti Lenart, (dt.: „Sankt Leonhard“)
- Šenturška Gora, (dt.: „Uhlrichsberg“)
- Šmartno, (dt.: „Sankt Martin“)
- Štefanja Gora, (dt.: „Stephansberg“)
- Trata pri Velesovem, (dt.: „Tratta bei Lichtenberg“)
- Vašca, (dt.: „Flatschach“)
- Velesovo, (dt.: „Michelstetten“)
- Viševca, (dt.: „Wischelwitz“)
- Vopovlje, (dt.: „Wöpulach“)
- Vrhovje, (dt.: „Werchowiach“)
- Zalog pri Cerkljah, (dt.: „Salloch bei Zirklach“)
- Zgornji Brnik, (dt.: „Ober Fernig“)

## Nachbargemeinden
|        | Preddvor                                    |         |
| Šenčur | Kompassrose, die auf Nachbargemeinden zeigt | Kamnik  |
|        | Vodice                                      | Komenda |

## Sehenswürdigkeiten
- In Cerklje → Hauptartikel: Cerklje na Gorenjskem#Sehenswürdigkeiten
- Wanderwege und Themenpfade[3]
- Winteraktivitäten im Skigebiet Krvavec[4]
- In Velesovo befindet sich das 1238 gegründete und 1782 aufgehobene Dominikanerinnenkloster Michelstetten.[5]

## Sendeanlage
Auf dem Krvavec, einem Berg auf dem Gebiet der Gemeinde befindet sich seit 1957 eine Sendeanlage des slowenischen Rundfunks für Hörfunk und Fernsehen. Als Antennenträger wird ein 100 Meter hoher Stahlbetonturm verwendet, der auf dem Sendergebäude der Sendeanlage steht.

## Persönlichkeiten der Gemeinde
- Davorin Jenko (1835–1914), Komponist und Dirigent, im Ortsteil Dvorje geboren
- Jožef Kvas (1919–2005), römisch-katholischer Weihbischof in Ljubljana
- Mitja Valenčič (* 1978), Skirennläufer